# Толимир, Здравко
Здравко Толимир (серб. Здравко Толимир, Zdravko Tolimir; 27 ноября 1948, Поповичи, Гламоч — 9 февраля 2016, Схевенинген) — сербский генерал и военный деятель, известный военачальник армии боснийских сербов в период войны в Боснии и Герцеговине.

## Биография
Родился в селе Поповичи близ Гламоча (БиГ). Там же окончил среднюю школу. Завершил Военную Академию в Белграде, затем повышал квалификацию за границей. Владел русским и английским языками. На протяжении своей военной карьеры служил во многих гарнизонах СФРЮ. Был дважды ранен во время беспорядков в Косове и Метохии в 70-х годах. Начало распада страны встретил в Сплите, откуда был назначен в Книн, в команду Ратко Младича, возглавлявшего тогда 9-й Книнский корпус ЮНА. Вместе с ним весной 1992 года перебрался в БиГ, а когда война пришла и туда, занял пост заместителя начальника разведки и контрразведки главного штаба Войска Республики Сербской. На этом посту он не сидел сложа руки: в ходе войны обеспечивал доставку продовольствия для сербских беженцев из мусульманских районов БиГ, а также лично подбирал охрану Радовану Караджичу и Ратко Младичу.
Был одним из семи заместителей Ратко Младича. Также он проверял деятельность 10 диверсантского отряда ВРС и 65-го охранного полка. Толимир был одним из руководителей военной операции по взятию Сребреницы и Жепы летом 1995 года. Он принимал активное участие в освобождении французских пилотов, сбитых ПВО ВРС при бомбардировке сербских позиций авиацией НАТО. Участвовал в переговорах в Дейтоне, отвечал за интерпретацию военной части Парижского мирного договора. Также он был участником Венских переговоров по контролю за вооружениями на территории бывшей Югославии. После увольнения Младича, по решению Биляны Плавшич в 1996 году Толимир был отправлен на пенсию. В феврале 2005 года Гаагский трибунал выдвинул против него и генералов Милана Гверо и Радивое Милетича обвинение в совершении преступлений против боснийских мусульман из Сребреницы и Жепы. 31 мая 2007 года Толимир был арестован близ Братунаца, на территории Республики Сербской, и на третий день после задержания был выдан в Гаагу. Сам Толимир утверждал, что был арестован в Белграде, а уже затем доставлен на территорию РС.
12 декабря 2012 года Международный трибунал по бывшей Югославии признал его виновным в геноциде, преследованиях и насильственном перемещении боснийских мусульман в 1995 году в восточной части Боснии и Герцеговины и приговорил его к пожизненному заключению. Суд постановил, что Толимир несет ответственность за участие в совместном преступном деянии, целью которого было уничтожение мусульманского населения анклавов Сребреница и Жепа.
Скончался в тюрьме Гаагского трибунала.